# A.N.F. Les Mureaux 170
Les chasseurs A.N.F. Les Mureaux 170 et A.N.F. Les Mureaux 180 sont des appareils prototypes français de l'entre-deux-guerres.

## A.N.F. Les Mureaux 170
Pour répondre à un programme de chasseur monoplace à moteur suralimenté capable de dépasser les 350 km/h l’ingénieur André Brunet dessina un monoplan à aile en mouette inspiré du PZL P.7. Cet appareil entièrement métallique à poste de pilotage ouvert et train d'atterrissage fixe recevait un moteur Hispano-Suiza 12Xbrs de 680 ch et 2 mitrailleuses d’aile Vickers MAC de 7,7 mm. Le prototype officiel effectua son premier vol le 19 novembre 1932, suivi en mars 1934 d’un second prototype construit sur fonds propres à l’avionneur. Cet appareil, dont la taille et la position du radiateur furent modifiées à plusieurs reprises, fut rejeté en raison d’un très net manque de visibilité du pilote à l’atterrissage. 

## A.N.F Les Mureaux 180

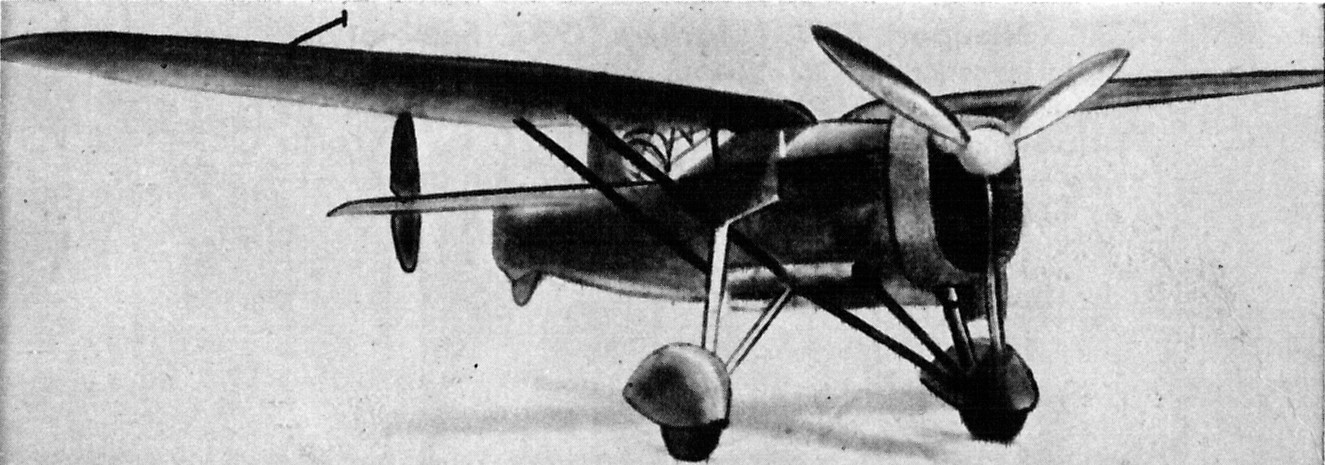
Les Mureaux 180

Version biplace à poste de pilotage fermé de l’A.N.F Les Mureaux 170, dont le prototype effectua son premier vol le 10 février 1935 avec un moteur Hispano-Suiza 12Xbrs de 680 ch frontal. Dès avril 1935 l’empennage monodérive d’origine fut remplacé par un empennage bidérive et le moteur modifié pour recevoir un canon de 20 mm Hispano-Suiza tirant à travers l’arbre d’hélice sans modification de puissance. Outre cette arme, l’ANF Les Mureaux 180 devait recevoir 2 mitrailleuses de 7,7 mm de voilure et une arme similaire au poste arrière. Il ne dépassa pas le stade du prototype.